# Chiron-Werke
Die Chiron Group mit Sitz in Tuttlingen ist ein Hersteller von CNC-gesteuerten vertikalen Fräs- und Fräs-Dreh-Bearbeitungszentren sowie Turnkey-Fertigungslösungen. Die Gruppe ist mit Produktions- und Entwicklungsstandorten, Vertriebs- und Serviceniederlassungen sowie Handelsvertretungen international vertreten. Mit 1559 Mitarbeitern erzielte sie 2019 einen Umsatz von 443 Millionen Euro. Rund zwei Drittel der verkauften Maschinen werden exportiert. Wesentliche Abnehmerbranchen sind die Automobilindustrie, die Wehrtechnik, die Medizin- und Präzisionstechnik, die Luft- und Raumfahrt.

## Geschichte
Die damaligen Chiron-Werke wurden am 18. Juni 1921 durch Gottfried Schnell und Otto Staebler unter dem Namen „Fabriken feinmechanischer Apparate und chirurgischer Instrumente GmbH“ gegründet. Ein halbes Jahr später bekam das Unternehmen seinen heutigen Namen Chiron. Dieser bezeichnet in der griechischen Mythologie einen Halbgott mit der Gestalt eines Zentaurs, der als sehr fingerfertig galt. Dieser Name wurde gewählt, um der damals schon existierenden Firma Aesculap die Stirn zu bieten, denn in der griechischen Mythologie ist Chiron der Lehrmeister von Asklepios.
Im Jahr 1940 erfolgte der Umzug der Chiron-Werke in das Areal in der Talstraße, wo sie sich auch heute noch befinden. Während des Zweiten Weltkrieges wurde Chiron mehr und mehr zum Rüstungsbetrieb, der Flugzeugpressteile für Junkers und die Messerschmitt AG herstellte. Im Brackenheimer Zweigwerk der Chiron-Werke Tuttlingen wurde 1942 ein Lager für Zwangsarbeiter aus dem Osten errichtet, die im Werk arbeiten mussten.
Mit dem FZ 32 brachten die Chiron-Werke 1977 ihr erstes Fertigungszentrum auf den Markt. Aber erst 1982 gelang der internationale Durchbruch mit dem damals schnellsten vertikalen Fertigungszentrum der Welt: dem FZ 16, ausgestattet mit einer Motorspindel von Franz Kessler. Die Erfindung für den in der FZ 16 enthaltenen Korbwechsler stammt vom Ingenieur Eugen Rütschle. Nach diesem Fortschritt in der CNC-Fertigungszentren-Branche spezialisierten sich die Chiron-Werke mehr und mehr auf den Werkzeugmaschinenbau und beendeten die langjährige Fertigung von anderen Produktionssparten, wie die der Druckluftgeräte- und Gebläsefertigung.
Im Jahre 1997 wurde das Maschinenbauunternehmen Stama, welches auf Schwerzerspanung spezialisiert ist, Teil der Unternehmensgruppe. Zudem wurde im Jahre 2000 die Firma CMS gegründet, welche Retrofit für die Chiron und Stama Maschinen sowie weitere Dienstleistungen in diesem Gebiet anbietet.

## Unternehmen
Die Chiron-Group SE ist seit 1957 Teil der Hoberg & Driesch-Gruppe. Sie besteht aus den Werken von Chiron mit Sitz in Tuttlingen und Neuhausen ob Eck sowie deren Zweigstandorten in Frankreich, Italien, Polen, Tschechien, Türkei, Indien, Schweiz, Spanien, Mexico und China und den USA. Die Chiron-Werken erzielten 2000 einen Rekordumsatz von 427 Mio. DM bei mehr als 1000 produzierten Fertigungszentren. Heute beschäftigt die Chiron-Group SE 1800 Mitarbeiter. Die Unternehmensgruppe hat eine Exportquote von 38 % in und 33 % außerhalb der EU.
Zum 1. August 2020 übernahm die Chiron Group die Mecatis SA mit Sitz in Isérables (CH/Wallis). Die heutige Chiron Swiss SA repräsentiert die Marke Factory5 und ist Spezialist für kleine Bearbeitungszentren, die in der Uhren- und Schmuckindustrie, der Medizintechnik und der Feinwerktechnik zum Einsatz kommen.
Mit der Übernahme ist die Chiron Group nun in zehn Ländern außerhalb Deutschlands mit eigenen Gesellschaften präsent.